# 邊防軍 (南斯拉夫)
邊防軍(Teritorijalna odbrana, TO)為南斯拉夫社會主義聯邦共和國聯邦軍隊「南斯拉夫人民軍」的輔助部隊。1974年之後同時也是聯邦各成員的軍事部隊。

## 緣起
1968年，有鑑於華沙公約國家入侵捷克斯洛伐克，南斯拉夫在聯邦組成的各共和國及自治省建立了邊防軍，做為南斯拉夫人民軍的輔助單位。1974年起，邊防軍部隊直接聽命於其所代表的共和國及自治省，並且與聯邦的人民軍平等。南斯拉夫瓦解的過程當中，各共和國的軍隊便是基於原先的邊防軍部隊組成。

## 組織
南斯拉夫的邊防軍共有八支，分別屬於波士尼亞和黑塞哥維那社會主義共和國、克羅埃西亞社會主義共和國、馬其頓社會主義共和國、黑山社會主義共和國、塞爾維亞社會主義共和國、斯洛維尼亞社會主義共和國；以及科索沃社會主義自治省、伏伊伏丁那社會主義自治省。

## 轉型
1990年代初，由於聯邦組成各共和國開始出現獨立聲浪，聯邦政府決定將受各聯邦成員政府控制的邊防軍繳械。然而，各聯邦成員實際上達成的情況不一，斯洛維尼亞由於較早收到消息，私下保留了相當數量的武裝。而克羅埃西亞的邊防軍則沒有留下太多的武裝，因而在後來的南斯拉夫內戰中，主要依賴於其他國家援助，以及僑居在外的克羅埃西亞人由北方邊界運送武器。